# 祈禱為生
〈祈禱為生〉（英語：Livin' on a Prayer），美國搖滾樂團邦·喬飛（英語：Bon Jovi）在1986年10月底發行的單曲，這首單曲獲得美國告示牌4週冠軍，成為該團第二首全美冠軍單曲，單曲銷售量逾300萬張，這是邦·喬飛樂團最成功的單曲之一。

## 內容

### 歌曲簡介
〈祈禱為生〉是從邦·喬飛樂團（英語：Bon Jovi）第三張錄音室專輯《難以捉摸》（英語：Slippery When Wet）中推出的第二首單曲，主唱瓊·邦·喬飛也參與了這首歌曲的詞曲創作。〈祈禱為生〉的歌詞描述宛如一則故事般，作者虛擬一對情侶，然後對於他們在生活上遇到的困境娓娓道來，當身邊週遭一切都不順心如意時，唯有依靠堅強信念活下去。關於這首歌曲的創作靈感起源，曾有記者問過瓊·邦·喬飛，這首歌曲是不是在描述他自己奮鬥創業的心路歷程，瓊·邦·喬飛回答道，這首歌曲集結了他身邊許多朋友的故事，應該說是屬於一整代人的共同歷程。

### 商業成績
〈祈禱為生〉在1986年10月底推出單曲，挾帶著上一首冠軍單曲〈你敗壞了愛的名聲〉的如虹氣勢，12月13日進入告示牌單曲榜，首週成績為第83名，在經過三個月的力爭上游之後，終於在1987年的情人節當天擊敗流行天后瑪丹娜的〈敞開心房〉（Open Your Heart）逕自登上冠軍寶座，蟬連4週榜首才退位，成為邦·喬飛樂團第二首全美冠軍單曲。〈祈禱為生〉登上單曲榜冠軍時，《難以捉摸》也是專輯榜的冠軍，因此告示牌有連續三週的時間，單曲和專輯雙榜的榜首都是邦·喬飛（英語：Bon Jovi）牢牢佔據。
〈祈禱為生〉在單曲榜內共停留了21週，單曲銷量在美國一地就突破300萬張，成為邦·喬飛樂團最暢銷的單曲之一，在1987年告示牌年終單曲榜中，〈祈禱為生〉位居第10名。
〈以祈禱為生〉在英國單曲榜獲得第4名，是邦·喬飛樂團在該榜的首支Top 5單曲。

### 樂壇紀錄
邦·喬飛樂團最廣為人知的兩大名曲，即〈祈禱為生〉與〈你敗壞了愛的名聲〉。〈祈禱為生〉從1986年開始，連續四年都締造全美冠軍單曲，〈祈禱為生〉是邦·喬飛樂團首張多白金單曲（3白金），僅次於〈Wanted Dead or Alive〉（4白金），不過這首單曲在排行榜成績方面，卻是該團最成功的一首。

## 資料來源
1. ↑  .   [2016-06-02]. （原始内容存档于2016-07-31）.
2. ↑  .   [2016-06-02]. （原始内容存档于2016-05-07）.
3. ↑  .   [2016-06-02]. （原始内容存档于2020-12-31）.
4. ↑  .   [2016-06-02]. （原始内容存档于2017-04-30）.
5. ↑  .   [2016-06-02]. （原始内容存档于2020-12-26）.
6. ↑  .   [2016-06-02]. （原始内容存档于2016-07-01）.
7. ↑  .   [2016-06-02]. （原始内容存档于2021-01-30）.
8. ↑  .   [2016-06-02]. （原始内容存档于2016-05-28）.